# 満点星
『満点星』(まんてんぼし)は一青窈の配信限定シングル。

## 解説
映画『はなちゃんのみそ汁』の主題歌。ガンによって33歳でこの世を去った安武千恵が生前に夫と娘のはなと過ごす日々を綴ったブログから生まれた同名のエッセイを映画化したもので、この映画のために書き下ろされた。

## 収録曲
1. 満点星
作詞：一青窈 / 作曲・編曲：武部聡志

## 収録アルバム
満点星
- 『歌祭文 〜ALL TIME BEST〜』